# Villa St. Ignatius
Villa St. Ignatius (malt. Villa Sant'Injazju) – historyczna willa położona na terenie Balluty w St. Julian’s na Malcie. Została zbudowana na początku XIX wieku dla angielskiego kupca Johna Watsona i może być najwcześniejszym przykładem architektury neogotyckiej w tym kraju.
W 1846 w budynku zostało umieszczone kolegium protestanckie, a później mieściło się w nim kolegium jezuickie, zamknięte w 1907. Podczas I wojny światowej był używany jako szpital wojskowy, później zaś podzielono go na apartamenty na wynajem. Teren wokół został zabudowany w XX wieku, i niegdyś imponującą willę dziś otaczają apartamenty i inne budynki.
Część budynku została kontrowersyjnie rozebrana w grudniu 2017, co stanowiło naruszenie nakazu sądowego, i spotkało się z powszechnym potępieniem ze strony organizacji pozarządowych zajmujących się ochroną dziedzictwa kulturowego, oraz innych podmiotów. W kwietniu 2018 pojawiły się plany wyburzenia całej willi, a los budynku obecnie pozostaje niejasny.

## Historia

### Bel-Vedere
Willa St. Ignatius została zbudowana na początku XIX wieku dla angielskiego kupca Johna Watsona i początkowo nosiła nazwę „Bel-Vedere”. Była to charakterystyczna wolnostojąca willa wiejska z widokiem na Balluta Bay, z otoczonym murem ogrodem. Najwcześniejszy znany opis budynku został zawarty w książce opublikowanej w 1839. Budynek został wybudowany z przeznaczeniem jako wiejski dom na farmie, a otaczające go pola służyły do prowadzenia eksperymentów rolniczych.

### Malta Protestant College (MPC)

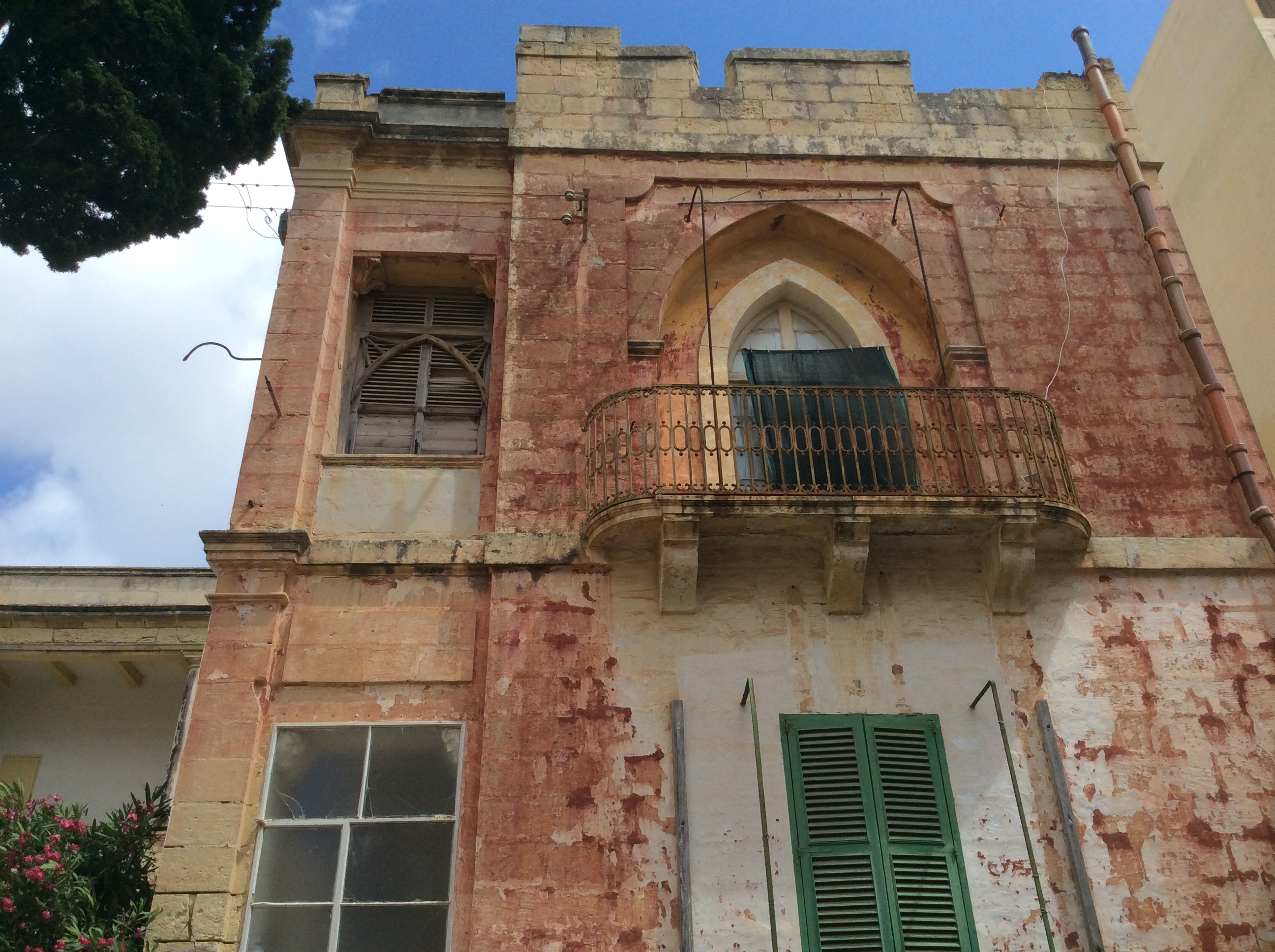
Neogotycki łuk na fasadzie willi

W 1846 budynek został zakupiony przez English Missionary Association (Angielskie Stowarzyszenie Misyjne), z planami otwarcia tam protestanckiego kolegium kształcącego misjonarzy na Wschód. Willa została określona przez komitet protestancki jako „Kolegium w St. Julian's … latarnia morska na skale Malty”.
Godnym uwagi projektem uczelni z lat 1839 i 1845, było tłumaczenia Biblii na arabski, które miało miejsce pod nadzorem luterańskiego misjonarza Samuela Gobata (1799–1879). Studenci z Europy i Bliskiego Wschodu, tacy jak Egipcjanie, Grecy i Turcy, zostali powitani na Malcie z nadzieją ich nawrócenia, ale ogólne oczekiwania nie zostały uznane za osiągnięte. Konwersja na protestantyzm była kontrowersyjna w tych konserwatywnych pod względem religijnym krajach; tak było w przypadku rodziny muzułmańskiej, która po przyjęciu nowej wiary znalazła schronienie na Malcie i gościła w college'u, gdzie również otrzymała wykształcenie.
Kolegium zamknięto w 1865.

### St. Ignatius College

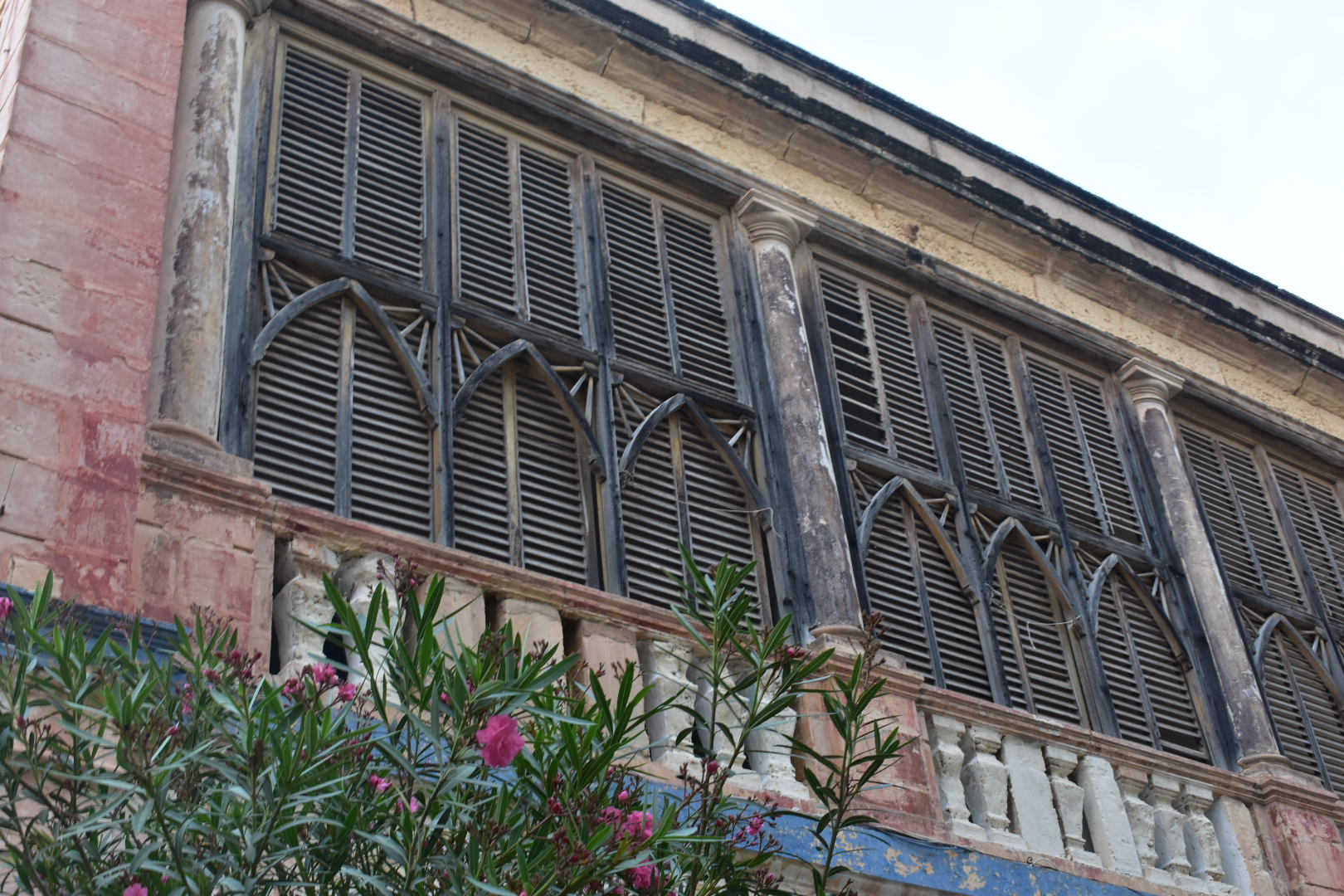
Okna ostrołukowe, wzór neogotycki

26 marca 1872 powiernicy sprzedali majątek dr Pasquale Mifsudowi (1833–1895), późniejszemu sędziemu, oraz Carlo Marii Muscatowi, kupcowi i członkowi Council of Government (Rady Rządowej), za kwotę 2200 funtów.
Nowi właściciele zaprosili Towarzystwo Jezusowe do otwarcia w budynku rzymskokatolickiego college'u. The Colonial Office (Urząd Kolonialny) zatwierdził to w 1877, a jezuici przedłużyli budynek i dobudowali skrzydło. Pierwszym rektorem, w latach 1877–78, był John Morris. W 1881 w sąsiedztwie willi zbudowany został kościół pod wezwaniem św. Ignacego Loyoli. St. Ignatius' College stał się jedną z wiodących szkół na Malcie, a w ciągu kilku lat po otwarciu stał się szkołą z internatem. W samej willi oraz na terenie do niej przylegającym znajdował się refektarz, akademiki, gimnazjum, sale do nauki, laboratoria i obiekty sportowe. Od 1883 do 1906 kolegiom było wykorzystywane jako centrum meteorologiczne dla Wysp Maltańskich. Wykładowcami kolegium byli na ogół księża katoliccy, a ich studenci należeli przeważnie do klasy uprzywilejowanej. Uczelnia została zamknięta w lipcu 1907 i budynek stał pusty. Wkrótce potem, 22 grudnia 1907 jezuici otworzyli kolegium św. Alojzego w Birkirkarze, które było budowane od 1896.

### St. Ignatius Hospital

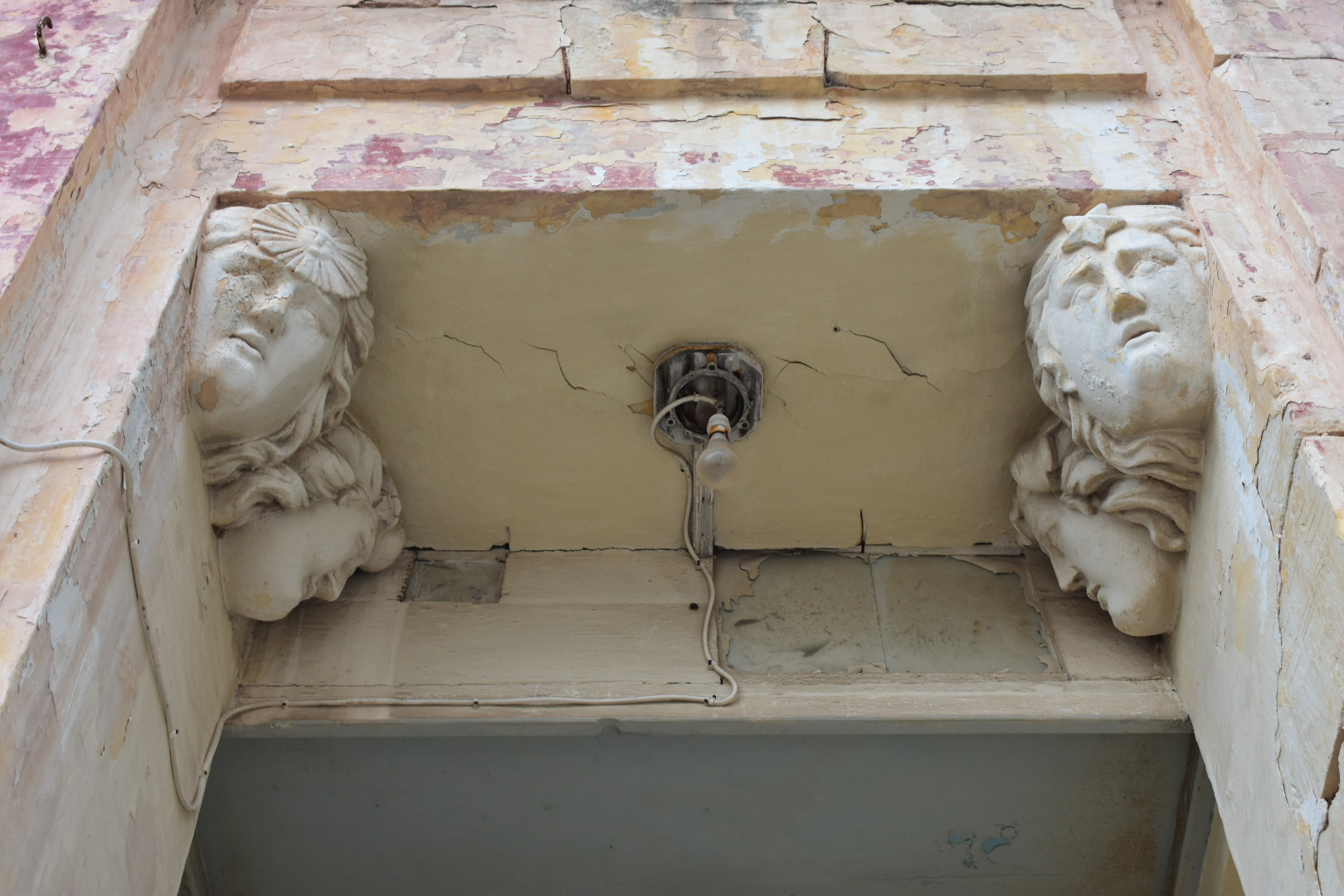
Detale rzeźb

W 1915 dawna uczelnia została przekształcona w szpital wojskowy znany jako St. Ignatius Hospital (szpital św. Ignacego). Szpital był uważany za mały, lecz prawdopodobnie zapewniał lepszą obsługę niż inne szpitale tamtych czasów, ale ta opinia może być subiektywna. W szpitalu znaleźli miejsce żołnierze, którzy zostali ranni podczas I wojny światowej, pierwotnie mieściło się tam 155 łóżek, sala operacyjna i sala rentgenowska. Pierwsi pacjenci przybyli 2 lipca 1915. Żołnierze, którzy tam przybyli, mieli ciężkie rany i urazy z pól bitewnych. Od czasu do czasu przysyłano muzyków, aby ulżyć pacjentom szpitala i ich gościom.

### St. Ignatius Hospice
W 1917 budynek zmieniono na hospicjum dla chorych psychicznie. Został przystosowany do przyjęcia blisko 200 mężczyzn. Hospicjum zamknięto w styczniu 1919, po zakończeniu wojny.

### Dom dla rosyjskich uchodźców

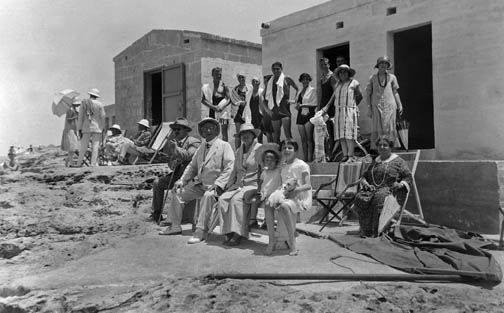
Fotografia Richard Ellis (fotograf) być może przedstawia rosyjskich uchodźców

W końcu w budynku znalazła dom pewna liczba rosyjskich uchodźców, uciekających przed rewolucją rosyjską. Rosjanie ci żyli na wygnaniu ze swojej ojczyzny, a ich status nadał temu obszarowi nazwę, pod którą znany jest do dziś – „The Exiles”.
Wygląd budynku w owym czasie został przedstawiony na akwareli przez Rosjanina Mikołaja Krasnowa. Krasnow opuścił Maltę wraz z rodziną mniej więcej trzy lata po przyjeździe. Wraz ze swoim zespołem architektów i artystów pozostawił dziedzictwo akwareli przedstawiających Maltę, jaką była w tamtych czasach. Większość akwareli była wielkości pocztówki. Podczas pobytu na Malcie Krasnow jako swoje główne zajęcie prowadził wykłady o sztuce.
Boris Edwards był kolejnym rosyjskim uchodźcą, który mieszkał w willi przed przeprowadzką do Birkirkary ze względów zdrowotnych. Podczas pobytu na Malcie Boris pozostawił spuściznę w formie publicznych zabytków, takich jak pomnik „Sette Giugno” na cmentarzu Addolorata.
Większość rosyjskich uchodźców przebywała na Malcie tylko w latach 1919–1922.

### Podział budynku i ogrodów
Budynek został następnie podzielony na lokale i sprzedany na cele mieszkalne. Sprzedano również większość jego gruntów, z których część została zabudowana w latach 20. XX wieku przez Balluta Buildings. W latach 30. w willi mieścił się również Melita Football Club. W latach 70. pozostały obszar został zabudowany licznymi blokami mieszkalnymi, i willa nie była już w ogóle widoczna z zatoki.

### Częściowa rozbiórka
W czerwcu 2017 wydano decyzję sądową, która zezwolił na usunięcie niektórych niebezpiecznych konstrukcji i wykonanie innych prac w budynku. Wszystkie prace miały być nadzorowane przez architekta z nominacji sądowej. W lipcu architekt Stephan Vancell złożył wniosek do Planning Authority (Urzędu Planowania) o wyburzenie całego skrzydła budynku, w tym niebezpiecznie złamane konstrukcje „xorok” (płyty dachowe), które można było łatwo wymienić.

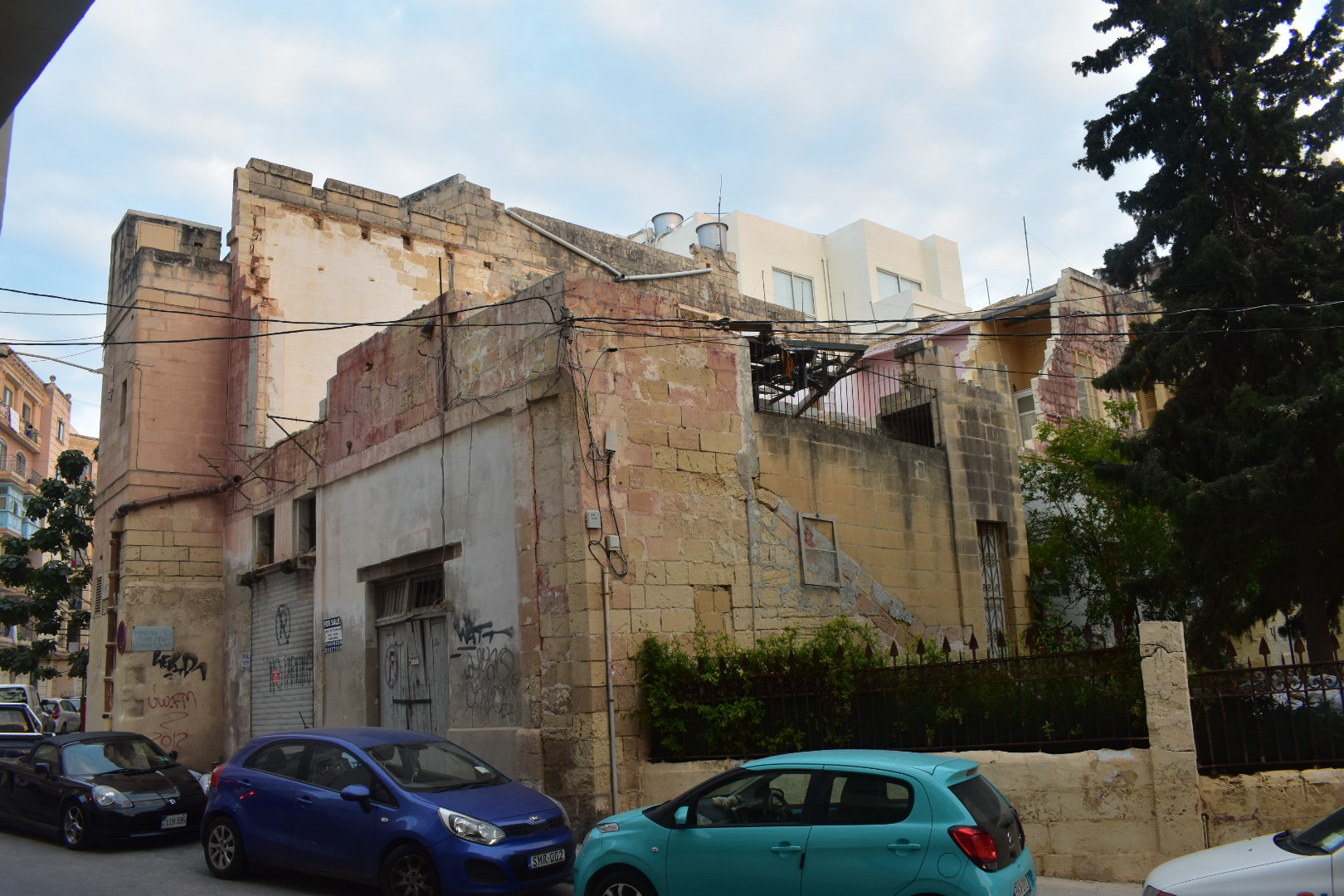
Częściowa rozbiórka willi

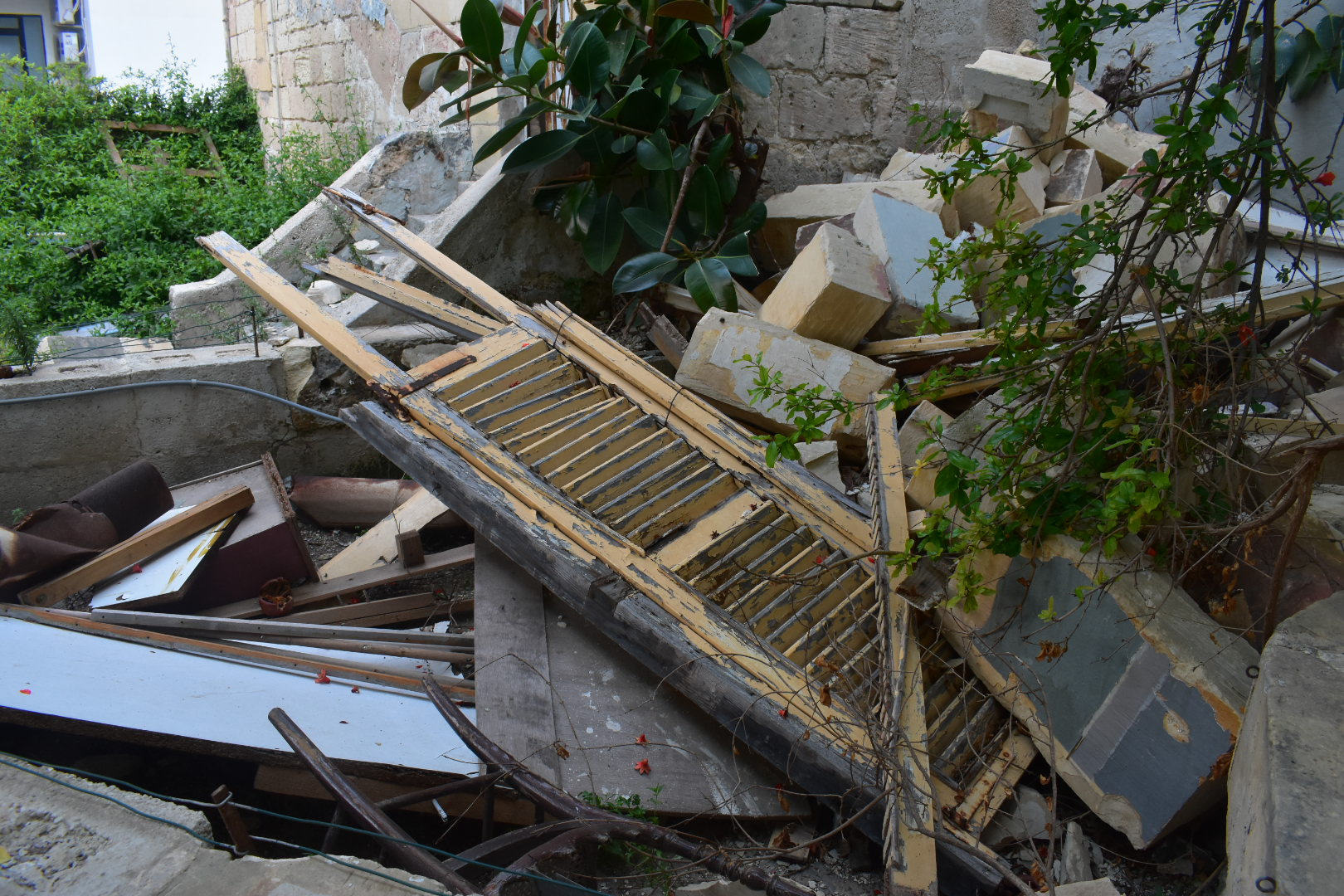
Pozostałości balkonu in situ

29 listopada 2017 organizacja pozarządowa Din l-Art Ħelwa i niektórzy mieszkańcy złożyli wniosek o umieszczenie budynku na liście obiektów chronionych. W tym celu sporządzono raport szczegółowo opisujący historię i znaczenie architektoniczne budynku. Kilka dni później, 2 grudnia, rozpoczęto prace rozbiórkowe części budynku. Urzędnik Planning Authority nakazał robotnikom przerwanie prac i opuszczenie terenu willi, ale ci wrócili i wznowili pracę po odejściu urzędnika. Rozbiórka wciąż trwała dwa dni później, kiedy to zniszczono charakterystyczny balkon od strony ulicy. Części budynku, które zostały zburzone, nie były częścią oryginalnej willi, ale częścią dobudowaną w latach 70. XIX wieku. Prace rozbiórkowe zostały potępione przez Partię Demokratyczną,  podczas gdy Din l-Art Ħelwa, Flimkien għal Ambjent Aħjar, Izba Architektów i Sliema Heritage Society wyraziły zaniepokojenie pracami. Międzydiecezjalna Komisja ds. Środowiska wyraziła swoje niezadowolenie wyburzaniem. Wykonywane prace były całkowicie nielegalne.
11 stycznia 2018 Planning Authority odrzucił wniosek o wpisanie budynku na listę obiektów chronionych. 17 lutego „Din l-Art Ħelwa” zwróciła się do sądu o wydanie orzeczenia o naruszeniu prawa i rozpoczęciu postępowania sądowego przeciwko Urzędowi Planowania i deweloperom odpowiedzialnym za rozbiórkę. 11 kwietnia Paul Gauci, deweloper odpowiedzialny za częściową rozbiórkę, złożył wniosek o wyburzenie całej willi w celu utworzenia publicznego placu. 20 kwietnia sąd orzekł, że częściowa rozbiórka naruszyła postanowienie sądu, a szefowi Urzędu Planowania, deweloperowi i architektowi grozi kara grzywny lub kara więzienia, jeśli zostaną uznani za winnych. W zwykłych przypadkach, w których egzekwowane jest prawo, organ ds. planowania może nakazać odbudowę zburzonego obiektu. Nic jednak nie wskazuje na to, aby tak się stało w przypadku willi St. Ignatius. Zostało to później potwierdzone, kiedy Urząd Planowania kontrowersyjnie zezwolił temu samemu deweloperowi na oczyszczenie terenu po zburzonej części budynku. Superintendence of Cultural Heritage sprzeciwiło się pracom prowadzonym przed i po interwencji sądu.

### Hotel
W maju 2024 Superintendence for Cultural Heritage, pomimo wcześniejszych protestów mieszkańców wycofał swój sprzeciw przeciwko przekształceniu willi w hotel. Konsekwencją tego było wydanie przez Planning Authority zgody na przebudowę. Jednocześnie ta ostatnia nie uwzględniła wniosku o wcześniejsze wpisanie willi na listę zabytków.

### Wpisanie na listę zabytków
20 grudnia 2024, pomimo wcześniejszej zgody na przekształcenie budynku na hotel, Planning Authority wpisała willę na listę zabytków klasy 2. Urząd Planowania stwierdził, że umieszczenie na liście zabytków podkreśli znaczenie budynku jako części dziedzictwa architektonicznego Malty oraz krajobrazu architektonicznego okolic Sliemy i St. Julian’s, ponieważ jest to jeden z najstarszych zachowanych budynków w tym regionie. Dodał, że zatwierdzenie pozwolenia na budowę hotelu tchnie w budynek nowe życie.

## Architektura

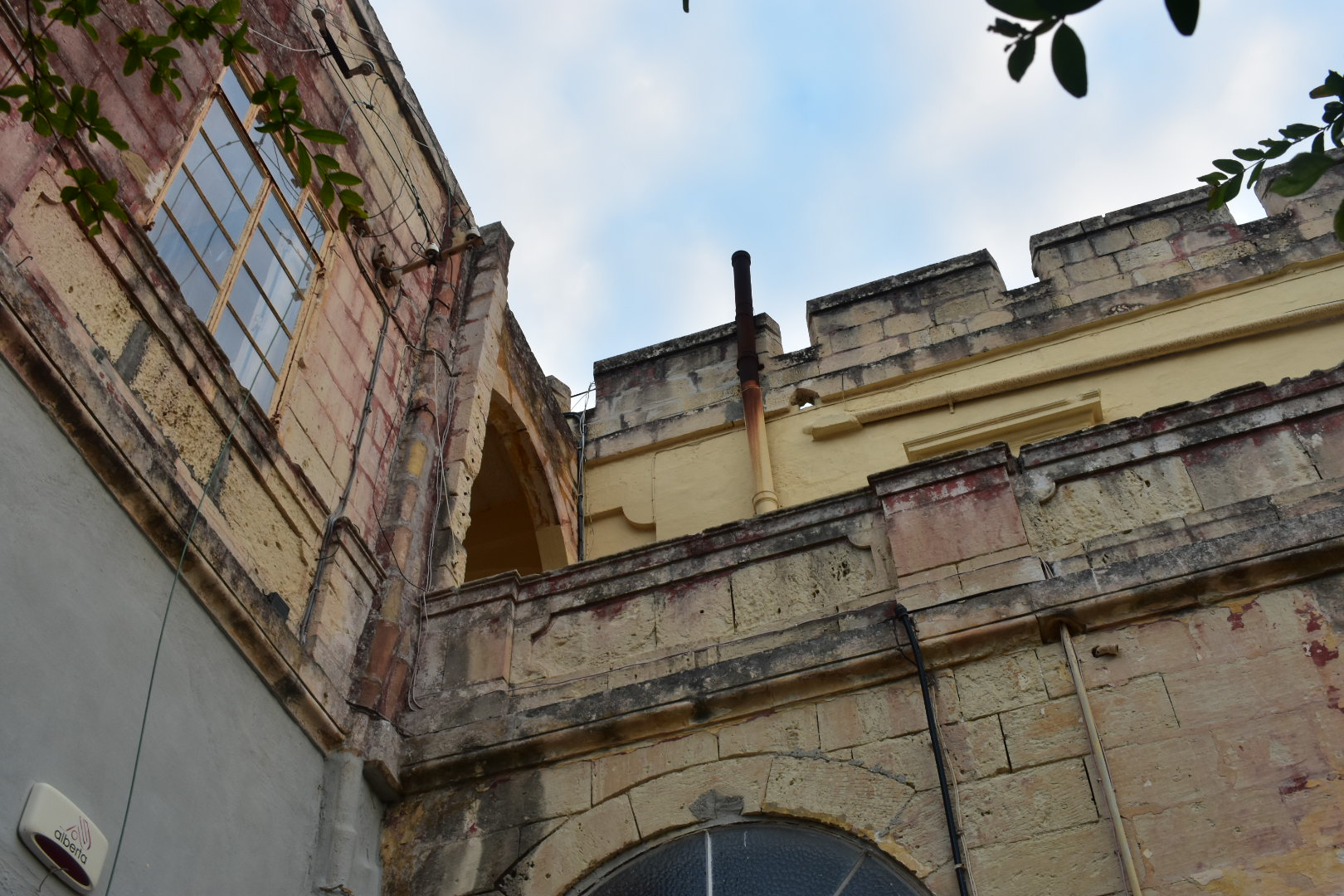
Blanki na szczycie dachu

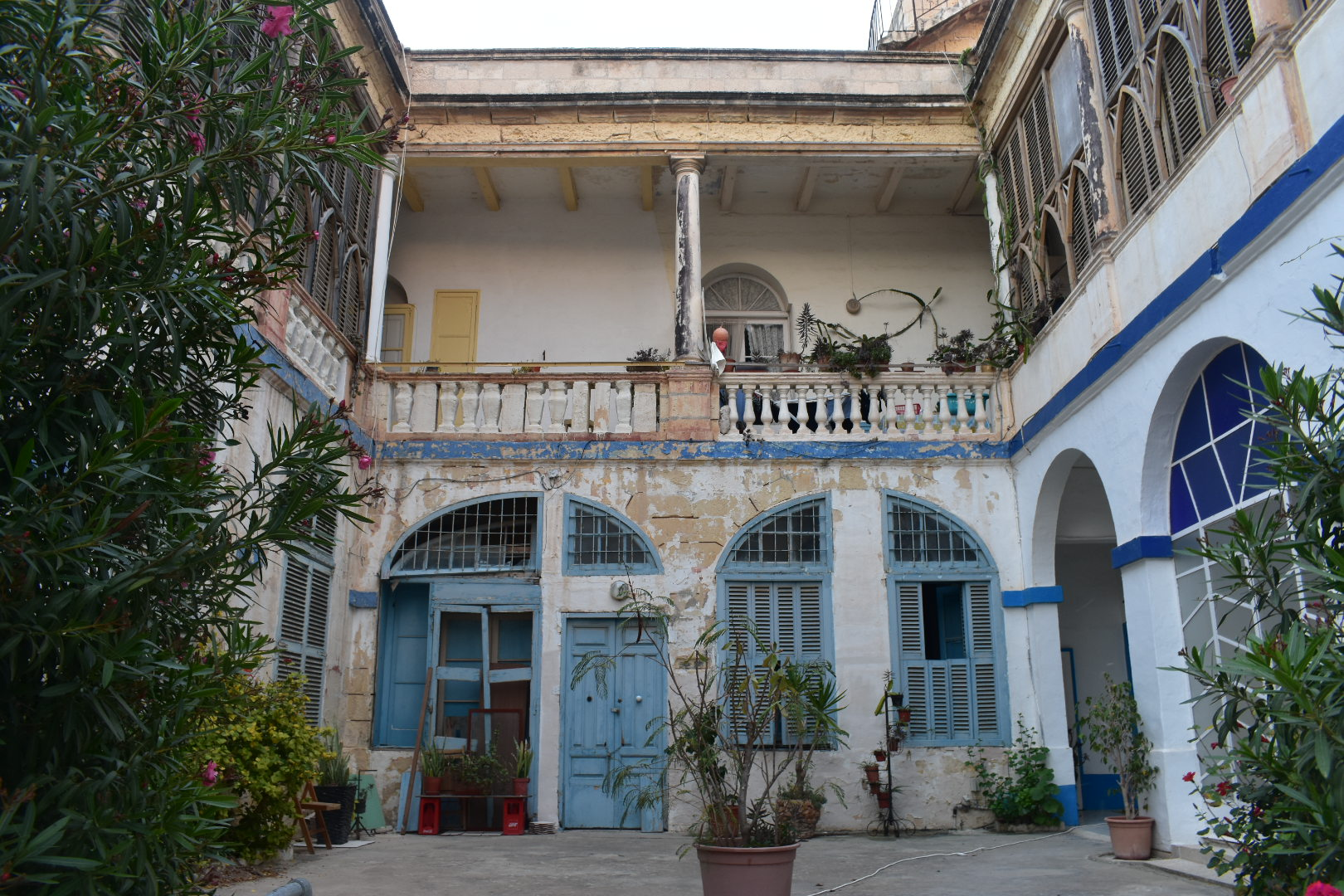
Główny dziedziniec

Villa St. Ignatius była jedną z najwcześniejszych, i prawdopodobnie pierwszą budowlą na Malcie, prezentującą styl neogotycki. Wskazują na to dachy z blankami i spiczaste łuki w stylu gotyckim. Przed dziedzińcem od strony ulicy znajdował się balkon z żaluzjami, który został nielegalnie zburzony w 2017.
Na początku XX wieku budynek został pomalowany na charakterystyczny kolor ochry (malt. demm tal-baqra) z białymi wykończeniami. Ślady tego wykończenia nadal zachowały się na budynku.